# Kil (Gemeinde)
Koordinaten: 59° 30′ N, 13° 19′ O

Kil ist eine Gemeinde (schwedisch kommun) in der schwedischen Provinz Värmlands län und der historischen Provinz Värmland. Der Hauptort der Gemeinde ist Kil. Höchster Punkt der Gemeinde ist der Renstadsnipan mit 252 m ö.h.

## Orte
Folgende Orte sind Ortschaften (tätorter):
- Fagerås
- Högboda
- Kil

## Partnerstädte
- Laihia
- Skuodas
- Svinninge
- Trysil